# Hypena puncticosta
Hypena puncticosta is een vlinder uit de familie spinneruilen (Erebidae). De wetenschappelijke naam is voor het eerst geldig gepubliceerd in 1925 door Prout A. E..
De soort komt voor in tropisch Afrika.